# Vlag van Stadskanaal

Vlag van de gemeente Stadskanaal

Het is niet bekend wanneer de vlag van Stadskanaal is vastgesteld als de gemeentelijke vlag van Stadskanaal. De vlag wordt als volgt beschreven:
Een vlag van 3 evenhoge banen, in de broeking wit-groen-wit, en in de vlucht zwart-wit-zwart, waarbij de vluchtbanen respectievelijk zijn verrijkt met een gele, een blauwe en een gele baan, elk ter hoogte van 1/21 van de vlaghoogte.

## Verklaring
Alle kleuren in de vlag zijn een verwijzing naar de geschiedenis van Stadskanaal. De kleuren wit-groen-wit in de broeking zijn een verwijzing naar de kleuren van de vlag van stad Groningen die in de 18e eeuw het besluit nam om Stadskanaal te ontginnen. De naam Stadskanaal betekent letterlijk "kanaal van de Stad". De smalle gele banen geven de welvaart weer die verkregen werd door het ontginnen van het veen. De smalle blauwe baan symboliseert het water. De vlag is ontworpen door de Stichting voor Banistiek en Heraldiek.

## Eerdere dorpsvlag

Oude dorpsvlag van Stadskanaal

De beschrijving van de eerdere dorpsvlag is:

Rechtsgeschuind van rood en geel, met op de deellijn een smalle baan van blauw, en aan de broek een wit springend paard.
— Kl. Sierskma Nederlands Vlaggenboek

Dit was een semi-officiële dorpsvlag van het Nederlandse dorp Stadskanaal, in de toenmalige gemeenten Onstwedde en Wildervank. Op instigatie van de Commissie Verfraaiing Stadskanaal en de Algemene Handelsvereniging ter plaatse werd het ontwerp eind mei 1960 definitief goedgekeurd. De noeste werkzaamheden in het veen werden met het rood verzinnebeeld (eveneens voorkomend in het wapen van de gemeente Wildervank); de vruchtbare korenvelden (korenschoven komen voor in het wapen van de gemeente Onstwedde) zijn weergegeven door het geel; de schuine blauwe baan verwijst naar op het kanalenstelsel, dat de Groninger Veenkoloniën en in het bijzonder Stadskanaal symboliseert. Het witte saksenros verbeeldt de activiteit, kracht en fierheid van de streek, waarvan Stadskanaal het centrum is.
Na de gemeentelijke herindeling van 1969 werd gemeente Onstwedde hernoemd tot Stadskanaal. Onstwedde had geen officiële gemeentevlag.
Opmerking: Stadskanaal is de naam van de plaats, maar ook van het kanaal dat door de plaats loopt, helemaal tot aan Staad, wat de stad Groningen is.

## Verwante afbeeldingen

Wapen van Stadskanaal

Eemsdelta ·
Groningen ·
Het Hogeland ·
Midden-Groningen ·
Oldambt ·
Pekela ·
Stadskanaal ·
Veendam ·
Westerkwartier ·
Westerwolde
Bierum
· Boerakker-Lucaswolde
· Bourtange
· De Wilp
· Drieborg
· Eenum
· Farmsum
· Garrelsweer
· Hellum
· Jonkersvaart
· Kiel-Windeweer
· Leens
· Leermens
· Losdorp
· Marum
· Middelstum
· Noordlaren
· Nuis-Niebert
· Oldekerk, Faan en Niekerk
· Onstwedde
· Schildwolde
· Spijk
· Stedum
· Wehe-den Hoorn
· 't Zandt
· Zevenhuizen
· Zijldijk